# Workuta (Ussa)
Die Workuta (russisch Воркута́, Komi Вӧркутаю) ist ein rechter Nebenfluss der Ussa in der Republik Komi und im Autonomen Kreis der Nenzen in Nordwestrussland.

## Flusslauf
Die Workuta hat ihren Ursprung im See Bolschaja Workuta (Chassyrei-Ty) westlich des Polarurals. Sie fließt zuerst entlang der Grenze zwischen der Republik Komi und dem Autonomen Kreis der Nenzen in südwestlicher Richtung. Dann wendet sie sich nach Osten in die Republik Komi und schließlich in Richtung Südsüdwest. Sie durchfließt die Siedlung städtischen Typs Sewerny und die Stadt Workuta. Die Workuta mündet rechtsseitig in die Ussa. Sie hat eine Länge von 182 km und entwässert ein Areal von 4550 km². Zwischen Anfang Juni und Oktober ist die Workuta eisfrei.